# Foledrina
La Foledrina (Paredrinol, Pulsotil, Veritol), también conocida como 4-hidroxi-N-metilanfetamina (4-HMA), 4-hidroximetanfetamina y para-hidroximetanfetamina, es un fármaco que estimula el sistema nervioso simpático. Se administra como un colirio tópico con el fin de dilatar la pupila y se puede usar para diagnosticar el síndrome de Horner.

## Farmacocinética de la metanfetamina
La foledrina es uno de los metabolitos activos de la metanfetamina en humanos